# Scott Brown (homme politique)
Pour les articles homonymes, voir Scott Brown et Brown.
Scott Philip Brown, né le 12 septembre 1959 à Kittery (Maine), est un homme politique américain, notamment sénateur républicain au Congrès des États-Unis pour le Massachusetts entre le 4 février 2010 et le 3 janvier 2013. De 2017 à 2020, il est ambassadeur en Nouvelle-Zélande et au Samoa.

## Biographie
Avocat, issu d'un milieu défavorisé, il pose nu dans Cosmopolitan en 1982 afin de payer ses études et se voit alors sacré « l'Américain le plus sexy de l'année » par le magazine.
Il a le grade de lieutenant-colonel de la Garde nationale.

### Parcours politique dans le Massachusetts

#### Élu de Norfolk à la Chambre des représentants
De 1998 à 2004, Scott Brown est membre de la Chambre des représentants du Massachusetts durant trois mandats, où il représente le 9e arrondissement de Norfolk.

#### Sénateur d'État de 2004 à 2010
En 2004, il est élu sénateur d'État au Sénat du Massachusetts, à la suite de la démission de Cheryl Jacques, lors d'une élection partielle. Il est réélu en 2006 et en 2008, avant de démissionner le 4 février 2010, lorsqu'il est élu sénateur des États-Unis.

### Campagne électorale pour le Sénat des États-Unis

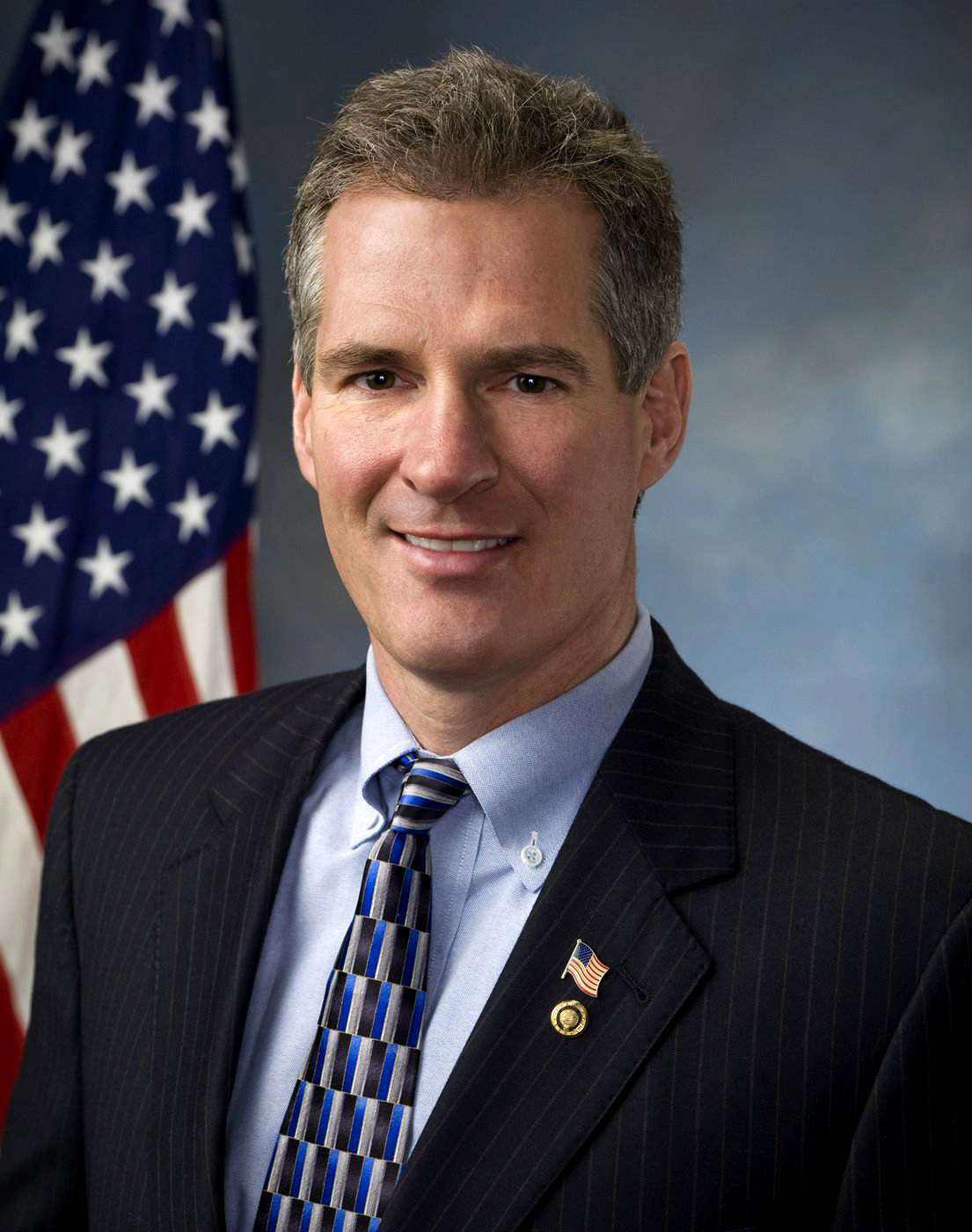
Portrait officiel de Scott Brown, sénateur (2010)

Le 8 décembre 2009, Brown remporte très largement l'investiture républicaine, avec près de 89 % des voix, pour postuler à l'ancien siège de sénateur d'Edward Moore Kennedy, décédé d'une tumeur du cerveau l'été précédent.

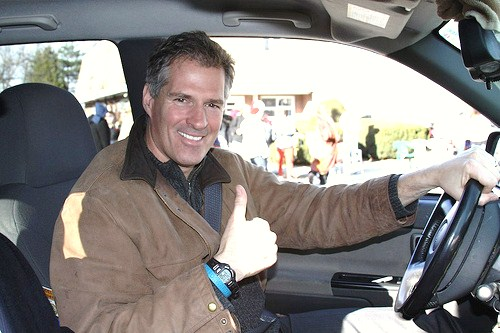
Scott Brown lors de sa campagne en 2010.

Au début marginalisé dans les sondages, Scott Brown a vu l'écart qui le séparait de la démocrate Martha Coakley diminuer, jusqu'à passer en tête des intentions de vote à quelques jours du scrutin.
Cette performance d'un républicain même modéré, est jugée inhabituelle par la plupart des experts politiques, dans un État qui a pourtant largement voté pour Edward Kennedy et Barack Obama, respectivement en 2006 et 2008.
Scott Brown mène sa campagne en véhiculant une image d'homme disponible à l'écoute des gens. Certains de ses spots publicitaires, financés en partie par le Parti républicain, le montrent marchant dans la boue dans le seul but de serrer des mains. Il s'intéresse aux craintes des gens comme la hausse du chômage ou l'endettement galopant. Il se positionne aussi contre la réforme de l'assurance maladie de Barack Obama, dans un État qui possède déjà une assurance maladie universelle. Avec cette prise de position rassurant l'électorat indécis du Massachusetts, et en se posant comme républicain indépendant, il réussit à rassembler plus d'électeurs que sa rivale démocrate.
Le 19 janvier 2010, il remporte l'élection sénatoriale avec 51,9 % des voix, en battant la démocrate Martha Coakley. Sa victoire dans un État acquis aux démocrates est qualifiée d'historique par la presse américaine.

### Sénateur des États-Unis

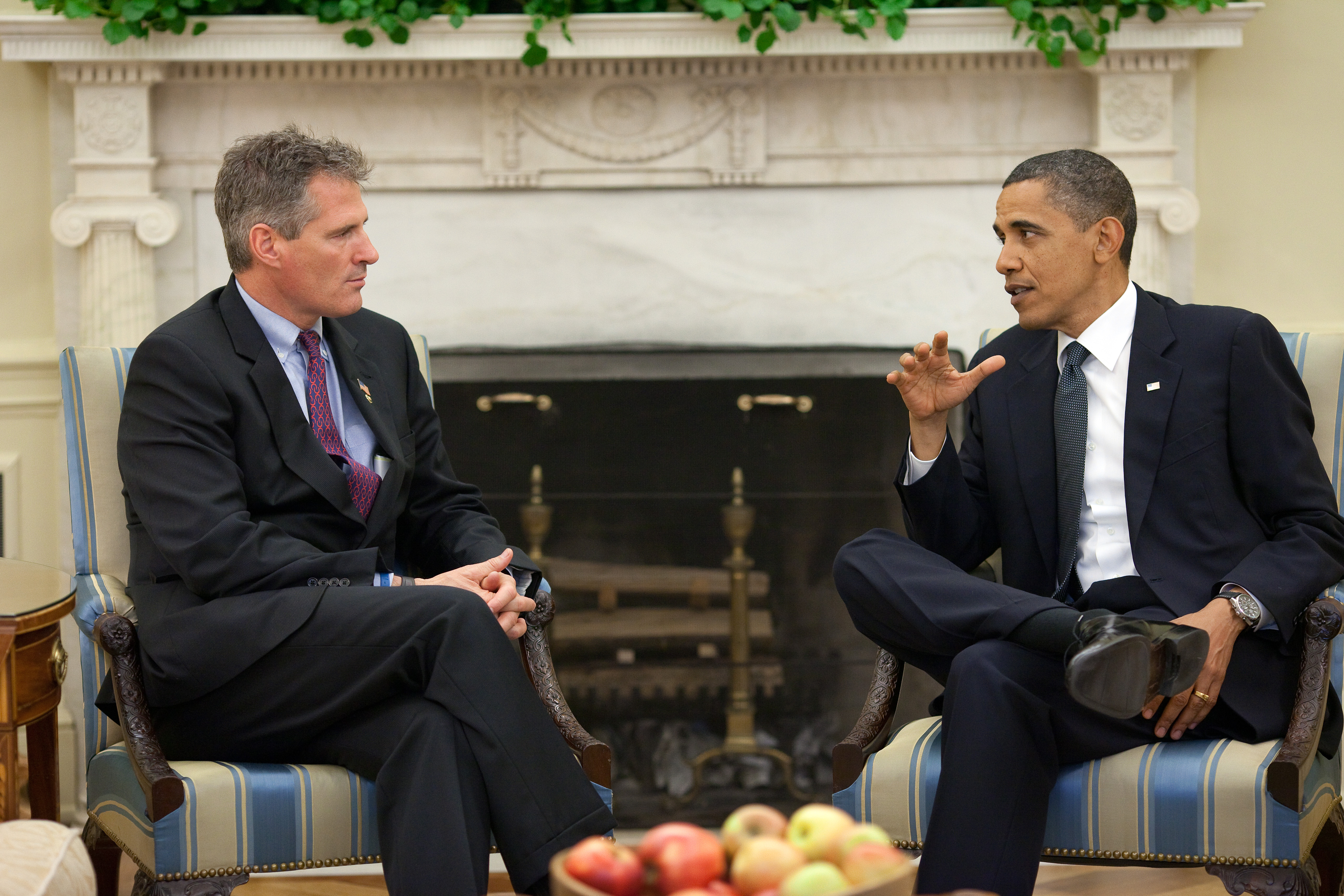
Le président Barack Obama recevant Scott Brown, en juin 2010, à la Maison Blanche.

Le 4 février 2010, Scott Brown prête serment comme sénateur devant le vice-président des États-Unis Joe Biden.
En juillet 2010, il vote pour la réforme de la régulation financière proposée par Barack Obama.
Le 5 août 2010, Brown vote contre la nomination d'Elena Kagan à la Cour suprême.
Le 18 décembre 2010, Brown vote pour l'abrogation de la loi Don't ask, don't tell, qui interdisait aux membres des forces armées des États-Unis d'afficher leur homosexualité. Il fait partie des huit sénateurs républicains, seulement, qui ont voté l'abrogation,.
Candidat à sa réélection en 2012, il est battu par la démocrate Elizabeth Warren.
En avril 2014, Scott Brown annonce qu'il sera candidat au poste de sénateur de l'État du New Hampshire face à la sénatrice sortante Jeanne Shaheen. Scott Brown possède une maison dans cet État, et y a vécu dans sa jeunesse, jusqu'à ce que sa mère déménage à Wakefield, dans le Massachusetts. Jeanne Shaheen est réélue.

### Ambassadeur des États-Unis en Nouvelle-Zélande

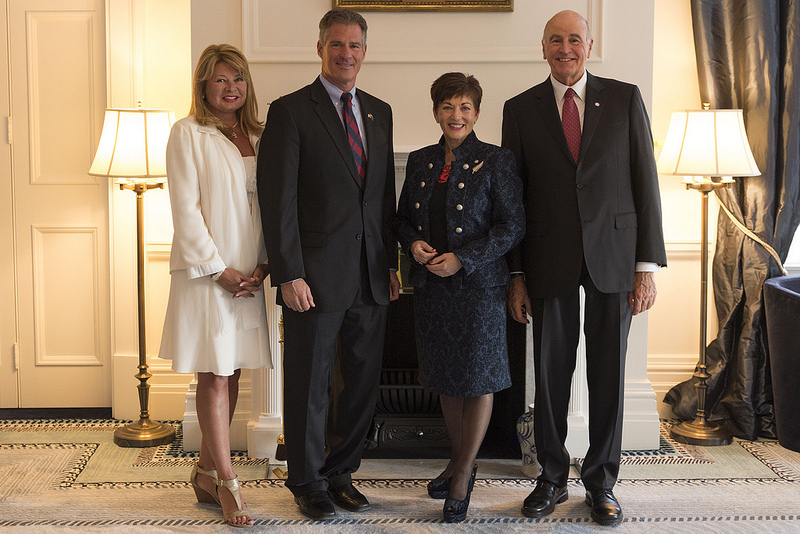
Scott Brown et la gouverneure générale de Nouvelle-Zélande Patsy Reddy, avec leurs conjoints, en juin 2017.

Après la victoire de Donald Trump, Scott Brown est pressenti pour le poste de secrétaire aux Anciens combattants, en raison notamment de son passé militaire, avant d'être envisagé pour un poste d'ambassadeur.
Le 20 avril 2017, Scott Brown est nommé ambassadeur en Nouvelle-Zélande par le président Trump. Le vote au Sénat, pour confirmer sa nomination a lieu le 8 juin suivant. Il prend officiellement ses fonctions le 27 juin, lors de sa remise de ses lettres de créance à la gouverneure générale Patsy Reddy, lors d'une cérémonie officielle.
Également accrédité auprès du Samoa, il remet ses lettres de créances au chef d'État de ce pays le 28 juillet suivant. Après la victoire de Joe Biden, il quitte ses fonctions d'ambassadeur le 20 décembre 2020.
Le 4 janvier 2021, il devient président et doyen de la New England Law de Boston (école de droit). Il quitte ce rôle en août, évoquant des divergences avec le conseil d'administration.

### Élections sénatoriales de 2026
En juin 2025, il annonce sa candidature à l'élection sénatoriale de novembre 2026 dans le New Hampshire, pour succéder à la démocrate Jeanne Shaheen qui l'avait battu en 2014 et ne se représente pas.

## Enfant maltraité et abusé
En 2011, il publie son autobiographie, intitulée Against All Odds (Contre toutes attentes). Il révèle qu'il a été battu par ses beaux-pères successifs, et qu'il défendait sa mère, victime des mêmes violences.
Il confesse également avoir subi des attouchements sexuels de la part d'un éducateur d'un camp sportif. De telles confessions sont inédites, dans la sphère politique américaine (notamment pour un homme, comme le soulignent des experts). Avant cette date, il n'avait confié ses épreuves à personne, ni même à son épouse. La sincérité de son témoignage a un impact national et international très fort.

## Activités musicales
Scott Brown joue de la guitare. Il se produit exclusivement à titre gracieux, lors de concerts caritatifs.
Le 13 juillet 2015, Scott Brown offre une chanson à son épouse (pour l'anniversaire de leur 29 ans de mariage), qu'il a écrite pour elle. Intitulée Fan the Flame, la chanson est mise en musique par sa fille Ayla Brown (par ailleurs chanteuse professionnelle). Le titre est interprété par un chanteur de country. L'ex-sénateur rend disponible la chanson sur SoundCloud, en la partageant notamment sur sa page facebook. Ce cadeau romantique est relayé avec succès par les médias aux États-Unis,,.

## Prédicat
- 20 avril - 27 juin 2017 : L'Honorable Scott Brown du New-Hampshire[23]
- 27 juin 2017 - 20 décembre 2020 : Son Excellence monsieur Scott Brown, ambassadeur[24]